# Jim Carter
Jim Carter, nato James Edward Carter (Harrogate, 19 agosto 1948) è un attore britannico .
Tra i meriti cinematografici di Carter sono inclusi i film Top Secret! (1984), Un mese in campagna (1987), A Dangerous Man: Lawrence After Arabia (1994), La pazzia di Re Giorgio (1994), Riccardo III (1995), Grazie, signora Thatcher (1996), Shakespeare in Love (1998), Il mio amico vampiro (2000), Ella Enchanted - Il magico mondo di Ella (2004) e il ruolo del Detective Victor Getz in Il re dei ladri (2006). Interpreta John Faa nel film La bussola d'oro (2007), il primo film nell'adattamento della trilogia Queste oscure materie, ma è anche il protagonista in House of 9 (2005) nel ruolo dell'osservatore (The Watcher) e interpreta il boia in Alice in Wonderland (2010) di Tim Burton.
Tra i meriti televisivi sono inclusi, invece, Lipstick on Your Collar (1993), Cracker (1994), The Way We Live Now (2001), The Singing Detective (1986), Arabian nights (2000), The Chest (1997), Red Riding (2009), A Very British Coup (1988), Hornblower (2003) nell'episodio Duty (L'arte del comando) e L'ispettore Barnaby (2004) nell'episodio Il re pescatore, nel ruolo di Nathan Green. Ha anche interpretato il Capitano Brown nelle prime cinque puntate della prima stagione della serie televisiva della BBC Cranford (2007) e il Sindaco Waldo nella miniserie televisiva anglo-americana Dinotopia (2002). Il suo ruolo più conosciuto ed amato è nella serie televisiva anglo-americana di Downton Abbey (2010-2015), nella quale interpreta il maggiordomo Carson, il personaggio che ha fatto guadagnare a Jim Carter quattro candidature al Primetime Emmy Award for Outstanding Supporting Actor in a Drama Series (Primetime Emmy Award al miglior attore non protagonista in una serie drammatica) (2012-2015).

## Biografia
Carter è nato a Harrogate, West Riding of Yorkshire, in Inghilterra. Suo padre, James Earl Carter, Sr., lavorava per la Air Ministry e sua madre era, inizialmente, una land girl e, successivamente, una segretaria scolastica; suo padre morì quando aveva 5 anni per un cancro al pancreas. Carter ha frequentato la Ashville College, Harrogate, dove è diventato il rappresentante degli studenti al suo ultimo anno, e la University of Sussex dove ha studiato legge ed è divenuto mentore della nascente Drama Society, interpretando un ruolo da protagonista in Serjeant Musgrave's Dance, la prima opera studentesca al, recentemente costruito, Gardner Arts Centre Theatre. Lasciò l'università dopo due anni per entrare a far parte di un gruppo di fringe theatre a Brighton.

## Carriera

### Attore
Ha iniziato a recitare in modo professionale agli inizi degli anni '70. Quando gli chiesero: "Se non fossi diventato un attore, cosa avresti fatto professionalmente?" lui rispose: "Non avrei continuato con legge. Avrei davvero lasciato legge per inglese, avrei perfino cambiato corso. Ma quando l'offerta mi è stata proposta da questo gruppo di fringe theatre, i Brighton Combination, di lasciare l'università e unirmi assieme a loro per cinque sterline a settimana, era come una porta che si apriva e non c'è stato un attimo di esitazione. Ho camminato attraverso quella porta senza mai guardare indietro. Non ho mai guadagnato un penny facendo nient'altro se non l'attore. Non ho mai avuto un altro lavoro".
Il suo primo lavoro retribuito per cinque sterline a settimana, compreso vitto e alloggio, è stato in un'opera teatrale chiamata Gum and Goo di Howard Brenton per i Brighton Combination. L'opera teatrale di Howard Brenton è stata messa in scena la prima volta dai Brighton Combination (a Brighton) nel 1969.
È apparso nell'opera teatrale Winter Daddykins di Howard Brenton nel luglio 1968 per i Brighton Combination. L'opera era diretta da Barry Edwards e Carter si è esibito con Fiona Baker e Lily Sue Todd.
Nel 1970 si è esibito nello show Come Together al Royal Court Theatre di Londra con i Brighton Combination e i Ken Campbell Roadshow insieme ad altre personalità teatrali e gruppi. Il Come Together Festival del Royal Court era sulla pagina di copertina della rivista Play and Players del dicembre 1970. Scene di questo festival sono anche in primo piano all'interno della rivista.
Il Come Together Festival è stato inaugurato al Royal Court Theatre il 21 ottobre 1970 e ha fatto parte di uno dei migliori anni del Royal Court. Il festival ha portato all'avanguardia i Brighton Combination e i Ken Campbell all'interno della Court.
I Brighton Combination sono presentati dal The NAB Show, un Politically Oriented Account del National Assistance Board.
Dapprima lavorò alla Combination Theatre Company a Brighton. Successivamente è entrato a far parte del teatro della Newcastle University, dove ha interpretato, oltre ad altre parti, Estragon in Aspettando Godot. Dal 1974 al 1976 visitò l'America con i Ken Campbell Roadshow e al suo ritorno riprese a far parte del Phoenix Theatre, a Leicester. Nel 1977 si unì alla National Theatre Company dove apparve ne Il gobbo di Notre Dame al Royal National Theatre. Nel 1978 è divenuto membro del Young Vic Company apparendo come Stephano in La Tempesta, Buckingham nel Riccardo III e Mefistofele in Faust. Nel 1978 andò negli Stati Uniti per studiare in una scuola di circo dove imparò a fare il giocoliere, ad andare sul monociclo e a fare funambolismo. Nel maggio 1980 ha interpretato Trebonio e Marullo in Giulio Cesare, una produzione della Riverside Studios diretta da Peter Gill. Ha fatto anche numeri di magia in diversi cabaret. Lo spettacolo di Richard III degli Young Vic del 1978, nel quale è apparso Jim Carter con, tra l'altro, Bill Wallis e Michael Attwell, era diretto da Michael Bogdanov. Si è anche esibito nello spettacolo di Bartholomew Fair nel 1978. Era, anche questo, diretto da Michael Bogdanov.
Carter un membro del The Madhouse Company of London, un gruppo comico che si esibiva a Boston negli anni settanta. All'interno del gruppo era assieme al vecchio Marcel Steiner (1931-1999), Marc Weil e Tommy Shands. Anche i Ken Campbell facevano parte del gruppo. La The Madhouse Co. era un derivato dei Ken Campbell Roadshow che venne a New York e a Boston. Col tempo il gruppo si divise e Steiner e Curter ritornarono in Inghilterra. La The Madhouse Co. era a Cambridge ad agosto del 1976. La The Madhouse Company of London era molto citata e i suoi show vennero molto pubblicizzati e riesaminati in molte riviste di New York dall'aprile 1974 fino al marzo del 1975. Marc Weil fondò la The Madhouse Company of London nel 1973.
Da giugno ad agosto 2005 Carter comparve in The President of an Empty Room, scritto da Stephen Knight e diretto da Howard Davies, al National Theatre. Quando accettò questo ruolo non faceva teatro da quattordici anni. Carter considera la sua comparsa nel rilancio di Guys and Dolls di Richard Eyre, del 1982, al National Theatre, un momento significativo. È stato quando ha conosciuto la sua futura moglie, Imelda Staunton, anche lei comparsa in quest'opera. Carter considera Richard Eyre e Howard Davies due suoi registi preferiti. Era ancora con i Brighton Combination quando il gruppo si trasferì a Londra e inaugurarono un teatro chiamato Albany a Deptford. Citando le sue parole: "I The Brighton Combination si trasferirono a Londra e diedero il via al teatro chiamato Albany, a Deptford, e io ero con loro."
Agli inizi degli anni '70 i The Brighton Combination, un gruppo itinerante di fringe theatre, si stabilirono all'Albany Institute a Deptford, nel Sud-Est di Londra. Era considerato uno dei più grandi successi dell'allora direttore dell'Albany, Paul Curno. Fondendo lavori socialmente utili con le arti, il direttore Paul Curno e i The Brighton Combination trasformarono le fortune di Albany. Questa fusione guida ancora oggi l'Albany. La The Brighton Combination Company si trasferì, quindi, per diventare residente all'Albany nel Sud-Est di Londra nel 1972 con l'intento di creare un'azione comunitaria e progetti a sviluppo artistico. L'Albany combinava, quindi, lavori artistici e culturali con l'attivismo sociale.
Carter si esibì al Lyric Theatre a Hammersmith, a Londra in The Infernal Machine di Jean Cocteau (con la collaborazione di Maggie Smith e Simon Callow, 1986-87). Le foto e le recensioni di questa opera teatrale vennero riportate nella rivista di Plays and Players nel gennaio del 1987.
Si esibì in The Passion, di William "Bill" Bryden, nel National Theatre nel 1985. Ha recitato in The Mysteries: The Nativity, The Passion e Doomsday al Cottesloe Theatre per il Nation Theatre nel 1984 e 1985. Entrambe le performance erano dirette da Bill Bryden.
È apparso in Fashion di Doug Lucie, nel maggio-giugno 1990 al Tricycle Theatre, sotto la direzione di Michael Attenborough.
Durante la produzione de Il mago di Oz della Royal Shakespeare Company (RSC), la moglie Imelda Staunton interpretava Dorothy mentre lui era il Leone Codardo. Carter considera che interpretare il cattivo vestito in nero nel film western Rustlers' Rhapsody ripreso nel Sud della Spagna è stato uno dei vertici della sua carriera. Il mago di Oz era diretto da Ian Judge. L'opera teatrale fu eseguita il 17 dicembre 1987 al Barbican Theatre della RSC. Lo spettacolo venne replicato fino al 27 febbraio 1988.

## Vita privata
Jim Carter e l'attrice inglese Imelda Staunton si sono conosciuti nel 1982 durante le prove per Guys and Dolls di Richard Eyre al National Theatre. Come disse la Staunton: "Abbiamo lavorato assieme per un anno ed è stata una lenta combustione anziché una corsa eccitante di passione." Jim Carter e Imelda Staunton si sposarono nel 1983 e hanno una figlia, Bessie, nata nel 1993. Bessie stava per iscriversi al National Youth Theatre in 2010. Staunton dice riguardo alla recitazione di Carter: "Non è mai stato il tipo di attore che sognava di recitare Amleto. Forse perché è andato a recitare dopo l'essersi esibito al circo. Lui ha sempre fatto solo quello che voleva fare".
Staunton, più tardi, afferma che dopo ventun anni di matrimonio, lei e Carter, sono stati separati per sole tre settimane.
Carter è anche l'ex-presidente del Hampstead Cricket Club, il cui territorio è vicino a casa sua. Il 18 settembre 2011 ha organizzato il Hampstead Cricket Club (HCC) Celebrity Cricket Match. Era la terza partita annuale di beneficenza della HCC.
Carter è stato un ciclista appassionato per cinquantacinque anni (fino al 2011), partecipando a diverse gare per scopi benefici. Il 30 settembre 2011 Carter, ha viaggiato con altri venticinque ciclisti in Ghana per un viaggio di dieci giorni con sei giorni di ciclismo per raccogliere fondi al fine di pulire l'acqua nella impoverita cittadina di Tafo. Ha anche una pagina web per questo evento per ricevere sponsor e donazioni: uk.virginmoneygiving.com/jimcarter.
Questa è stata la sua decima gara ciclistica di beneficenza. Le precedenti nove (Giordania, Costa Rica, Laos, Vietnam, India, Namibia, Chile, Argentina e Londra-Parigi due volte) erano per raccogliere fondi per la National Deaf Children's Society. Aveva intenzione di guadagnare un minimo di £2.750 e finì per guadagnare £8.670.
A partire dall'agosto 2013 Carter vive a West Hampstead, nel nord di Londra.

## Filmografia

### Cinema
- Flash Gordon, regia di Mike Hodges (1980)
- Top Secret!, regia di Zucker-Abrahams-Zucker (1984)
- In compagnia dei lupi (The Company of Wolves), regia di Neil Jordan (1984)
- Pranzo reale (A Private Function), regia di Malcolm Mowbray (1984)
- Addio vecchio West (Rustler's Rhapsody), regia di Hugh Wilson (1985)
- American Way - I folli dell'etere (The American Way), regia di Maurice Phillips (1986)
- Luna di miele stregata (Haunted Honeymoon), regia di Gene Wilder (1986)
- Un mese in campagna (A Month in the Country), regia di Pat O'Connor (1987)
- The First Kangaroos, regia di Frank Cvitanovich (1988)
- La legge delle triadi (Soursweet), regia di Mike Newell (1988)
- La vita maestra (The Raggedy Rawney), regia di Bob Hoskins (1988)
- La vita è un arcobaleno (The Rainbow), regia di Ken Russell (1989)
- Chi ha paura delle streghe? (The Witches), regia di Nicolas Roeg (1990)
- Crimestrike, regia di Peter Biddle (1990)
- The Fool, regia di Christine Edzard (1990)
- Tutta colpa del fattorino (Blame It on the Bellboy), regia di Mark Herman (1992)
- The Hour of the Pig, regia di Leslie Megahey (1993)
- Black Beauty, regia di Caroline Thompson (1994)
- La pazzia di Re Giorgio (The Madness of King George), regia di Nicholas Hytner (1994)
- Riccardo III (Richard III), regia di Richard Loncraine (1995)
- The Grotesque, regia di John Paul-Davidson (1995)
- Grazie, signora Thatcher (Brassed Off), regia di Mark Herman (1996)
- La stagione dell'aspidistra (Keep the Aspidistra Flying), regia di Robert Bierman (1997)
- Bill's New Frock, regia di Pete Travis – cortometraggio (1998)
- Vigo, passione per la vita (Vigo), regia di Julien Temple (1998)
- The Legionary - Fuga all'inferno (Legionnaire), regia di Peter MacDonald (1998)
- Shakespeare in Love, regia di John Madden (1998)
- Tube Tales, regia collettiva - serie di cortometraggi (1999)
- Il mio amico vampiro (The Little Vampire), regia di Uli Edel (2000)
- La carica dei 102 - Un nuovo colpo di coda (102 Dalmatians), regia di Kevin Lima (2000)
- Heartlands, regia di Damien O'Donnell (2002)
- Bright Young Things, regia di Stephen Fry (2003)
- 16 Years of Alcohol, regia di Richard Jobson (2003)
- Ella Enchanted - Il magico mondo di Ella (Ella Enchanted), regia di Tommy O'Haver (2004)
- Casablanca Driver, regia di Maurice Barthélémy (2004)
- I colori dell'anima (Modigliani), regia di Mick Davis (2004)
- Out of Season, regia di Jevon O'Neill (2004)
- Il re dei ladri (The Thief Lord), regia di Richard Claus (2006)
- Sogni e delitti, regia di Woody Allen (2007)
- La bussola d'oro (The Golden Compass), regia di Chris Weitz (2007)
- Oxford Murders - Teorema di un delitto (Oxford Murders), regia di Álex de la Iglesia (2008)
- Burlesque Fairytales, regia di Susan Luciani (2009)
- Creation, regia di Jon Amiel (2009)
- Wish 143, regia di Ian Barnes – cortometraggio (2009)
- Punk Strut: The Movie, regia di Kevin Short (2010)
- Marilyn (My Week with Marilyn), regia di Simon Curtis (2011)
- Downton Abbey, regia di Michael Engler (2019)
- L'inganno perfetto (The Good Liar), regia di Bill Condon (2019)
- Downton Abbey II - Una nuova era (Downton Abbey II: A New Era), regia di Simon Curtis (2022)
- Wonka, regia di Paul King (2023)

### Televisione
- Fox – serie TV, 2 episodi (1980)
- Not The Nine O'Clock News – serie TV, 1 episodio (1982)
- Hiawatha – film TV (1984)
- Metropolitan Police – serie TV, 1 episodio (1985)
- Widows 2 – miniserie TV (1985)
- The Monocled Mutineer – miniserie TV (1986)
- Lost Empires – miniserie TV (1986)
- The Singing Detective – miniserie TV (1986)
- December Flower – film TV (1987)
- Harry's Kingdom – film TV (1987)
- Colpo di stato all'inglese – miniserie TV (1988)
- Il decimo uomo (The Tenth Man) – film TV (1988)
- Christabel – miniserie TV (1988)
- Thompson – serie TV, 1 episodio (1988)
- Star Trap – film TV (1988)
- Precious Bane – film TV (1989)
- Screen Two – serie TV, 4 episodi (1989-1995)
- A Sense of Guilt – serie TV, 7 episodi (1990)
- Zorro – serie TV, 2 episodi (1990)
- The Gravy Train – miniserie TV (1990)
- Screen One – serie TV, 1 episodio (1991)
- Casualty – serie TV, 1 episodio (1991)
- Incident in Judaea – film TV (1991)
- Murder Most Horrid – serie TV, 3 episodi (1991-1999)
- Great Performances – serie TV, 1 episodio (1992)
- Between the Lines – serie TV, 1 episodio (1992)
- Soldier Soldier – serie TV, 1 episodio (1992)
- Stalin – film TV (1992)
- Lipstick on Your Collar – miniserie TV (1993)
- A Year in Provence – miniserie TV (1993)
- The Comic Strip Presents... – serie TV, 1 episodio (1993)
- Medics – serie TV, 1 episodio (1993)
- Resnick: Rough Treatment – film TV (1993)
- Minder – serie TV, 2 episodi (1993-1994)
- Pie in the Sky – serie TV, 1 episodio (1994)
- Cracker – serie TV, 3 episodi (1994)
- Open Fire – film TV (1994)
- The Late Show – serie TV, 1 episodio (1995)
- Dangerfield – serie TV, 1 episodio (1995)
- The All New Alexei Sayle Show – serie TV, 6 episodi (1995)
- Coogan's Run – serie TV, 1 episodio (1995)
- It Could Be You – film TV (1995)
- The Missing Postman – film TV (1997)
- The Chest – film TV (1997)
- Alas Smith and Jones – serie TV, 1 episodio (1997)
- Ain't Misbehavin – miniserie TV (1997)
- Bright Hair – film TV (1997)
- Harpur and Iles – film TV (1997)
- Trial by Fire – film TV (1999)
- Il principe delle favole – miniserie TV (2000)
- La primula rossa (The Scarlet Pimpernel) – miniserie TV (2000)
- Jack e il fagiolo magico – serie TV, 2 episodi (2001)
- The Way We Live Now – serie TV, 3 episodi (2001)
- Dinotopia – miniserie TV (2002)
- Dalziel and Pascoe – serie TV, 1 episodio (2002)
- Hornblower - L'arte del comando – film TV (2003)
- Helen of Troy - Il destino di un amore – miniserie TV (2003)
- Strange – serie TV, 1 episodio (2003)
- Trevor's World of Sport – serie TV, 1 episodio (2003)
- Trial & Retribution – serie TV, 1 episodio (2003)
- Pompeii: The Last Day – film TV (2003)
- Cromwell: Warts and All – film TV (2003)
- L'ispettore Barnaby (Midsomer Murders) – serie TV, episodio 7x03 (2004)
- Von Trapped – film TV (2004)
- Blue Murder – serie TV, 1 episodio (2004)
- Peter Ackroyd's London – miniserie TV documentario (2004) - sé stesso
- Aberfan: The Untold Story – documentario (2006)
- The Secret Life of Mrs. Beeton – film TV (2006)
- The Wind in the Willows – film TV (2006)
- Recovery – film TV (2007)
- Testimoni silenziosi (Silent Witness) – serie TV, 2 episodi (2007)
- Cranford – serie TV, 7 episodi (2007-2009)
- Caught in a Trap – film TV (2008)
- Red Riding: 1983 – film TV (2009)
- Red Riding: 1980 – film TV (2009)
- Downton Abbey – serie TV, 52 episodi (2010-2015)
- Secrets from the Workhouse – miniserie TV (2013) - sé stesso
- Knightfall – serie TV, 11 episodi (2017-2019)
- King Lear, regia di Richard Eyre – film TV (2018)

### Doppiatore
- Erik il Vikingo (Erik the Viking), regia di Terry Jones (1989)
- Shakespeare - I capolavori animati (Shakespeare: The Animated Tales) – miniserie TV (1994)
- Balto, regia di Simon Wells (1995)
- Inside the Murdoch Dynasty – documentario (2002) - sé stesso
- House of 9, regia di Steven R. Monroe (2005)
- Alice in Wonderland, regia di Tim Burton (2010)
- Secrets of the Stonehenge Skeletons – documentario (2013) - sé stesso
- Transformers - L'ultimo cavaliere (Transformers: The Last Knight), regia di Michael Bay (2017)
- Vampiretto (The Little Vampire 3D), regia di Richard Claus e Karsten Kiilerich (2017)

## Doppiatori italiani
Nelle versioni in italiano delle opere in cui ha recitato, Jim Carter è stato doppiato da:
- Paolo Buglioni in Shakespeare in Love, Il mio amico vampiro, La carica dei 102 - Un nuovo colpo di coda
- Paolo Marchese in Downton Abbey, Downton Abbey II - Una nuova era
- Paolo Lombardi in Dinotopia, Oxford Murders - Teorema di un delitto
- Renzo Stacchi in Luna di miele stregata
- Franco Chillemi in Tutta colpa del fattorino
- Emilio Cappuccio in Riccardo III
- Stefano De Sando in Knightfall
- Mario Bombardieri in Ella Enchanted - Il magico mondo di Ella
- Romano Malaspina ne I colori dell'anima
- Massimo Corvo ne La bussola d'oro
- Claudio Fattoretto in Marilyn
- Rino Bolognesi in Zorro
- Michele Gammino ne L'inganno perfetto
- Tony Orlandi in King Lear
- Alessandro Rossi in Wonka

Da doppiatore è sostituito da:
- Paolo Marchese in Transformers - L'ultimo cavaliere
- Roberto Draghetti in Vampiretto